# European Locomotive Leasing

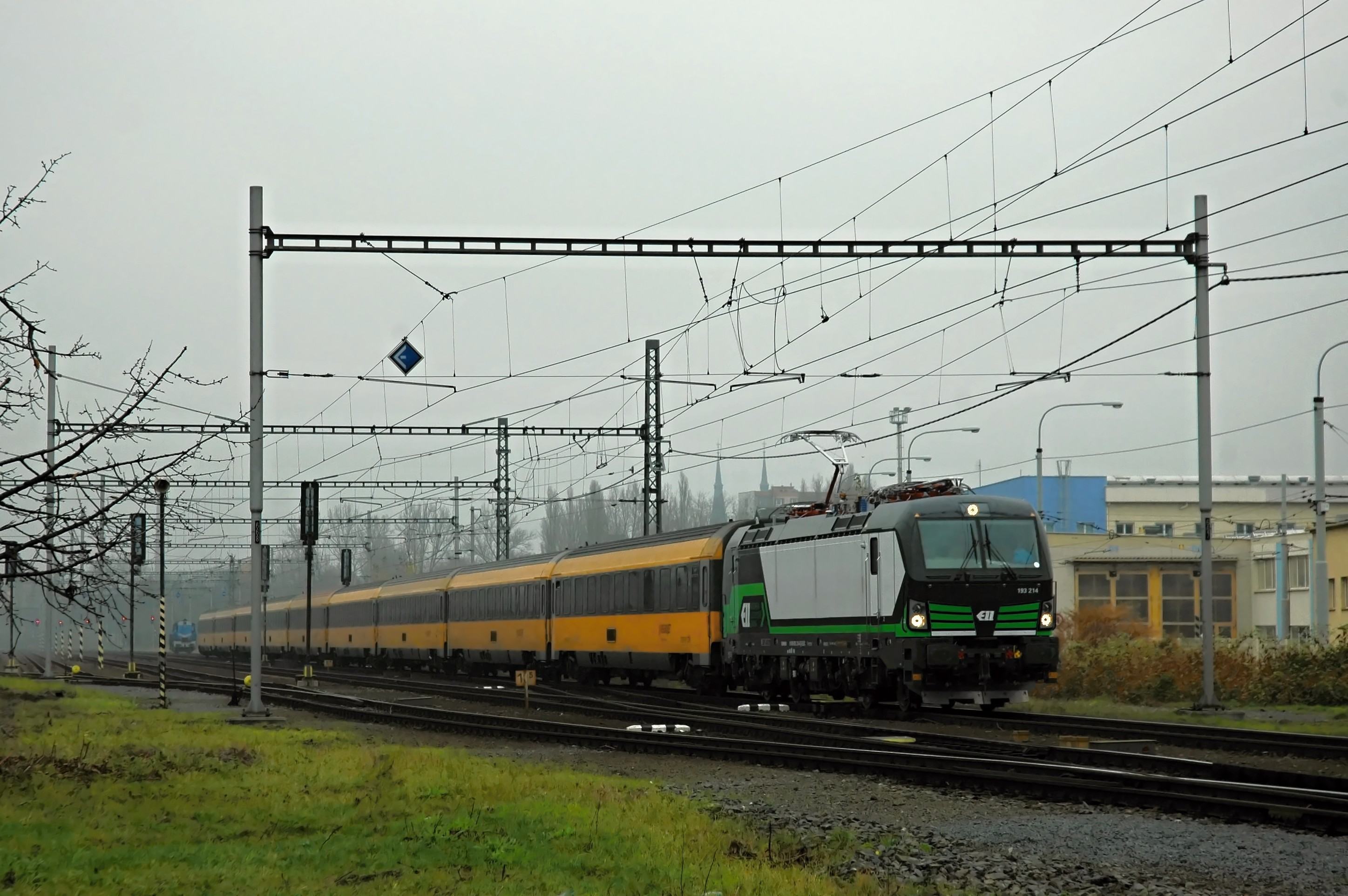
Az European Locomotive Leasing

A European Locomotive Leasing egy magán-vasúttársaság, mely 2014 márciusában alakult. Székhelye Ausztriában, Bécsben van.

## Járművek
| Sorozat | Tengelyelrendezés | Darabszám | Forgalomba állás | Teljesítmény [kW] | Max. sebesség[km/h] | Feszültség    |
| 193     | Bo'Bo'            | 42        | 2014             | 6400              | 160                 | 15 kV + 25 kV |